# Gerald Thiem
Gerald Thiem (ur. 6 września 1928 w Berlinie, zm. 7 sierpnia 1970 tamże) – mieszkaniec Berlina Zachodniego z grupy tzw. muroskoczków (niem. Mauerspringer) postrzelony śmiertelnie przez żołnierzy wojsk granicznych NRD i zaliczany tym samym do poświadczonych historycznie ofiar śmiertelnych przy Murze Berlińskim.

## Życiorys i okoliczności śmierci
Gerald Thiem urodził się i dorastał w Berlinie, gdzie po ukończeniu szkoły rozpoczął naukę zawodu instalatora urządzeń hydraulicznych znajdując ostatecznie zatrudnienie w firmie budowlanej. Wraz z żoną i dwiema córkami mieszkał w położonej w zachodnioberlińskim okręgu Neukölln dzielnicy Britz.
Wieczorem 7 sierpnia 1970 r. będąc w stanie nietrzeźwym udał się w pobliże usytuowanych w Neukölln umocnień na granicy ze wschodnioberlińskim okręgiem Treptow. Obrzucając uprzednio obelgami pełniących tam służbę żołnierzy NRD około godziny 23:15 wspiął się na jeden z płotów zabezpieczających. Pomimo nawoływań jednego z żołnierzy Thiem pobiegł wzdłuż odcinka patrolowego bezpośrednio w pole zasięgu ognia dwóch innych wartowników, którzy otworzyli ogień. Jednocześnie strzały oddało czterech innych żołnierzy pełniących służbę w dalszych punktach umocnień. Trafiony pociskami oddanych łącznie 177 strzałów mężczyzna osunął się na ziemię, niedługo potem przetransportowany został do szpitala Krankenhaus der Volkspolizei, jednakże w wyniku licznych odniesionych ran zmarł jeszcze w drodze.

### Następstwa i upamiętnienie

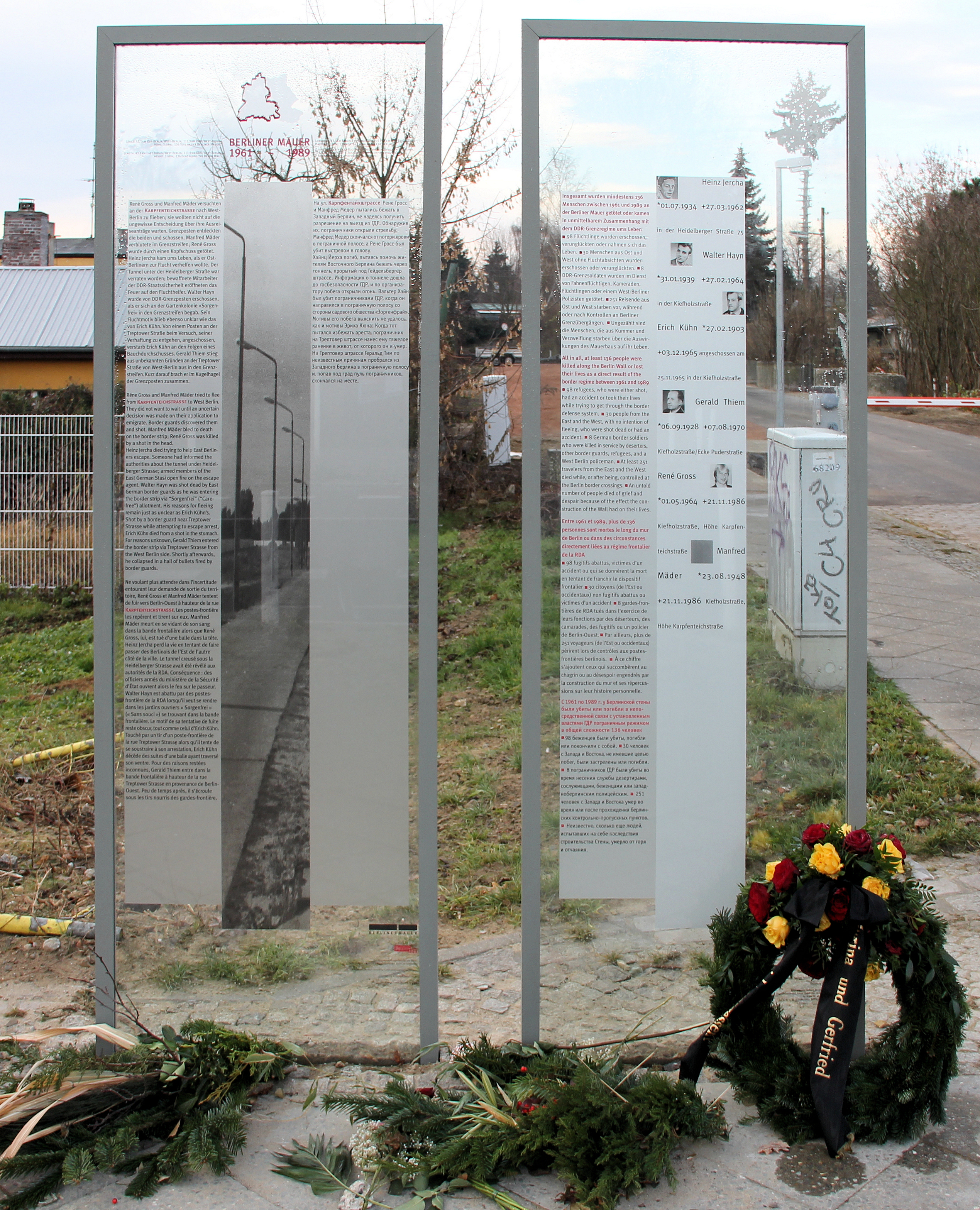
Tablica upamiętniająca poległych przy Murze Berlińskim, m.in. Geralda Thiema

Dwóch strzelających żołnierzy uhonorowanych zostało w nagrodę odznaką zasług wojsk granicznych, pozostałym czterem przyznano premie w postaci nagród rzeczowych. W 1998 r. sąd okręgowy w Berlinie wszczął śledztwo w sprawie dwóch strzelających, którzy w wyniku procesu oskarżeni zostali o umyślne zabójstwo i skazani na kary 15 miesięcy pozbawienia wolności w zawieszeniu.
Jako że stolica NRD nie otrzymała ze strony Berlina Zachodniego jakichkolwiek zapytań o zaginionego, Ministerstwo Bezpieczeństwa Państwowego NRD zadecydowało o całkowitym utajnieniu sprawy. Na polecenie bezpieki dokonano także na cmentarzu Friedhof Baumschulenweg kremacji zwłok, których prochy następnie anonimowo rozrzucono. Procedury poszukiwawcze w Berlinie Zachodnim nie przyniosły żadnego rezultatu, w związku z czym w czerwcu 1981 r. Gerald Thiem uznany został za zmarłego. O jego losie rodzina dowiedziała się dopiero w 1994 r. dzięki śledztwu policji kryminalnej oraz dostępowi do dokumentów archiwum b. NRD.
Gerald Thiem upamiętniony został zarówno przez miejsce na tablicy przy ulicy Kiefholzstraße 79, jak i przez jedno z tzw. okienek pamięci w mauzoleum Gedenkstätte Berliner Mauer przy Bernauer Straße.

## Literatura
- Hans-Hermann Hertle, Maria Nooke: Die Todesopfer an der Berliner Mauer 1961 – 1989. Ein biographisches Handbuch. Hrsg. vom Zentrum für Zeithistorische Forschung Potsdam und der Stiftung Berliner Mauer. Links, Berlin 2009, ISBN 978-3-86153-517-1.